# Robrecht Dewitte
Robrecht ridder Dewitte (Brugge, 25 mei 1933 - 11 maart 2009) was stichter en bestuurder van het Festival Oude Muziek in Brugge.

## Levensloop
Robrecht Alfons Edgard Maria Dewitte was de zoon van de onderwijzer Désiré Dewitte en van Walburga Van Waesberghe. Het gezin was op activiteiten in het onderwijs gericht. Fons Dewitte werd licentiaat geschiedenis en leraar aan het Sint-Lodewijkscollege. Idès Dewitte werd priester en leraar aan het Spermalieinstituut voor hoor- en gezichtsgestoorden. Arnold Dewitte werd secretaris van de directeur aan ditzelfde instituut. Beatrijs Dewitte werd kloosterzuster in de Congregatie van de Zusters van het Christelijk Onderwijs Hemelsdaele.
Robrecht Dewitte, na regentaat talen, werd leraar aan het Sint-Lodewijkscollege.
Hij huwde in 1959 met Alice Dens (°Antwerpen 1938) en ze hadden vier kinderen, die alle in de muzikale wereld van hun ouders opgroeiden en er hun toekomst in vonden:
- Stefan Dewitte (°1961) is docent kunsteducatie (specialiteit muziek) aan de lerarenopleiding van de Vives hogeschool (Brugge), sinds 1985 coördinator van de wedstrijden binnen het festival Musica Antiqua (later MAFestival) en van 2004-2006 , gedurende drie seizoenen, artistiek directeur van dit Festival.
- Hedwig Dewitte (1963-2006) sloot zijn te korte loopbaan af als directeur van de artistieke coördinatie en directeur van het koor en orkest van de Opéra National de Paris. Hij overleed tijdens een dienstreis in Tokyo.
- Kathleen Dewitte (°1964) was een trouwe medewerkster in de vrijwilligersgroep tot aan haar verhuis naar Zwitserland.
- Michaël Dewitte (°1966), werd directeur van het Lentefestival van Salzburg en van de Herbert-von-Karajan-Stiftung. Hij vervuldie die functie tot 2009.

## Het Festival Musica Antiqua in Brugge
Het MAfestival, voluit het Musica Antiqua festival Brugge, is een festival voor oude muziek en authentieke uitvoeringspraktijk in Brugge. Het programmeert concerten, lezingen en een internationale wedstrijd voor (afwisselend) klavecimbel, pianoforte en solo-instrumenten, in het kader van het Festival van Vlaanderen. Het festival werd in 1962 opgericht en tot 2004 geleid door mede-oprichter en bezieler Robrecht Dewitte. Voor het secretariaatswerk en public relations werd hij bijgestaan door zijn echtgenote Alice Dens.

## Erkenning
Robrecht Dewitte werd, voor zijn verdiensten in de muziekwereld, in 2005 in de erfelijke adelstand opgenomen met de persoonlijke titel van ridder. Zijn wapenspreuk luidt: 'Musica comes laetitiae'.
Hij werd verder officier in de Leopoldsorde, ridder in de Orde van Oranje-Nassau, chevalier des Arts et des Lettres en Member of the British Empire (MBE). 
Door de radiozender Klara werd Dewitte uitgeroepen tot 'Ambassadeur van de klassieke muziek' en in 2004 ontving hij de Prijs van de Culturele Raad van de stad Brugge.